# Thaísa Daher de Menezes
Thaísa Daher de Menezes   (Rio de Janeiro, 15 de maig de 1987), coneguda esportivament com Thaísa, és una voleibolista brasilera que actua com a blocadora central. Va formar part de la selecció femenina de voleibol del Brasil que va guanyar dos ors olímpics consecutius en 2008 i 2012. Gràcies a la seva alçada (1,96 m) ha esdevingut una de les principals centrals de la història recent del voleibol femení.

## Carrera

### Clubs
Thaísa va fer els seus primers passos en el voleibol jugant en les categories juvenils del club Tijuca de Rio de Janeiro, la seva ciutat natal. En la temporada 2002-03 va iniciar la seva carrera professional en el club Minas TC, amb el que va debutar en la Superlliga. Hi va jugar durant tres anys, abans de fitxar pel Rio de Janeiro Vôlei Clube en el campionat 2005-06; amb qui va guanyar tres títols de lliga consecutius, una Copa del Brasil i tres Campionats Carioques.
Després de passar la temporada 2008-09 al Finasa d'Osasco, on va obtenir el Campionat Paulista i la Copa del Brasil; la temporada següent es va unir al recentment format club Osasco Voleibol Clube, hereu del desaparegut Finasa. Va integrar el club paulista durant set anys, conquistant dos títols de lliga, una Copa del Brasil, quatre Campionats Sud-americans de Clubs, el Campionat Mundial de Clubs de 2012 (a més dels subcampionats de 2010 i 2014), quatre títols estatals i una Copa São Paulo.
L'estiu de 2016 va fitxar per primera vegada pen un club estranger, l'Eczacıbaşı de la lliga turca, amb qui va guanyar el campionat mundial de clubs a finals d'aquell any. Emperò, el gener de 2017, va patir una lesió que va afectar-li el menisc, el lligament i el cartílag articular del genoll esquerre. El club va demanar-li que posposés l'operació i va jugar alguns partits infiltrada; fins que a l'abril, en un partit de semifinals de la Lliga de Campions, va caure després d'un bloqueig i es va dislocar aparatosament el turmell dret. El juny va passar finalment per quiròfan per tractar-se la lesió del genoll.
Mesos després, l'equip turc va cedir-la al Barueri, conjunt que tot just debutava en la primera divisió brasilera. El tècnic Zé Roberto Guimarães (seleccionador femení des de 2003) va sol·licitar-ne expressament la cessió, malgrat saber que no podria jugar durant gran part de la temporada. «Mai podré agrair-s'ho prou. Havia de passar una temporada sencera rehabilitant-me i preparant-me per a tornar. Em va oferir l'estructura del club per a què tingués un lloc per a entrenar, sense haver garanties sobre la meva recuperació», va declarar la jugadora. Va retornar a les pistes el febrer de 2018, i va jugar 4 partits fins a la conclusió del campionat. Jugant en el Barueri va sobrepassar la marca dels 1000 punts de bloqueig en la Superlliga brasilera. El mes de juny va desvincular-se definitivament de l'Eczacıbaşı i va prorrogar el contracte amb el Barueri per una nova temporada. Una vegada que Thaísa va tornar a les pistes, el tècnic va declarar: «Veure com s'ha recuperat d'una lesió tan greu i torna a jugar a un nivell tan alt, és increïble. Ella és la millor blocadora central del món en aquest moment».
En la temporada 2019-20 va retornar al Minas TC, de la màxima divisió brasilera. Allà va guanyar novament el campionat sud-americà de clubs del 2020, obtenint el guardó d'MVP. Va repetir el trofeu sud-americà el 2022, a més de guanyar dos títols de lliga i diversos reconeixements individuals pel seu joc en la lliga domèstica.
| Equip                      | Lliga               | Temporades |
| -------------------------- | ------------------- | ---------- |
| Minas Tênis Clube          | Superliga - Série A | 2002–2005  |
| Rio de Janeiro Vôlei Clube | Superliga - Série A | 2005–2008  |
| Osasco Voleibol Clube      | Superliga - Série A | 2008–2016  |
| Eczacıbaşı VitrA           | Sultanlar Ligi      | 2016–2017  |
| Grêmio Recreativo Barueri  | Superliga - Série A | 2017–2019  |
| Minas Tênis Clube          | Superliga - Série A | 2019–      |
| 1.                         |                     |            |

### Selecció nacional
Va formar part de la selecció juvenil del Brasil, que va guanyar la medalla d'or en el Campionat Sud-americà Sub-18 de 2002 i la medalla de bronze en el Campionat del Món Sub-18 de 2003; mentre que amb la Sub-20 va guanyar l'or en el Cmpionat Sud-americà de 2002 i en els Mundials de 2003 i 2005.
Va debutar amb la selecció femenina de voleibol del Brasil en ocasió de la Copa Panamericana de 2004, encara que l'equip estava format íntegrament per les joves de la sub-20; el mateix que va succeir en l'edició de 2005, on la verde-amarela va aconseguir la medalla de bronze. El primer or amb l'absoluta va arribar en el Grand Prix Mundial de 2006, celebrat a Reggio de Calàbria. L'any següent es proclamaria campiona del Campionat Sud-americà, i també va aconseguir les medalles de plata de la Copa del Món i dels XV Jocs Panamericans. Van tancar el cicle olímpic el 2008 concloent amb les medalles d'or en el Grand Prix Mundial, en la Copa Final Four i, sobretot, en els Jocs Olímpics de Pequín.
El nou quadrienni va començar amb les victòries en la Copa Panamericana, el Grand Prix Mundial i el Campionat Sud-americà de 2009, acompanyades de la plata en la Copa Grand Champions. Un any després va aconseguir la medalla de plata tant en el Campionat del Món de voleibol femení com en el Grand Prix. Va repetir aquest darrer resultat en l'edició de 2011, però va resarcir-se amb els ors de la Copa Panamericana, dels XVI Jocs Panamericans i del Campionat Sud-americà. El 2012 va obtenir la tercera plata consecutiva en el Grand Prix Mundial, però va revalidar l'or olímpic als Jocs de Londres.

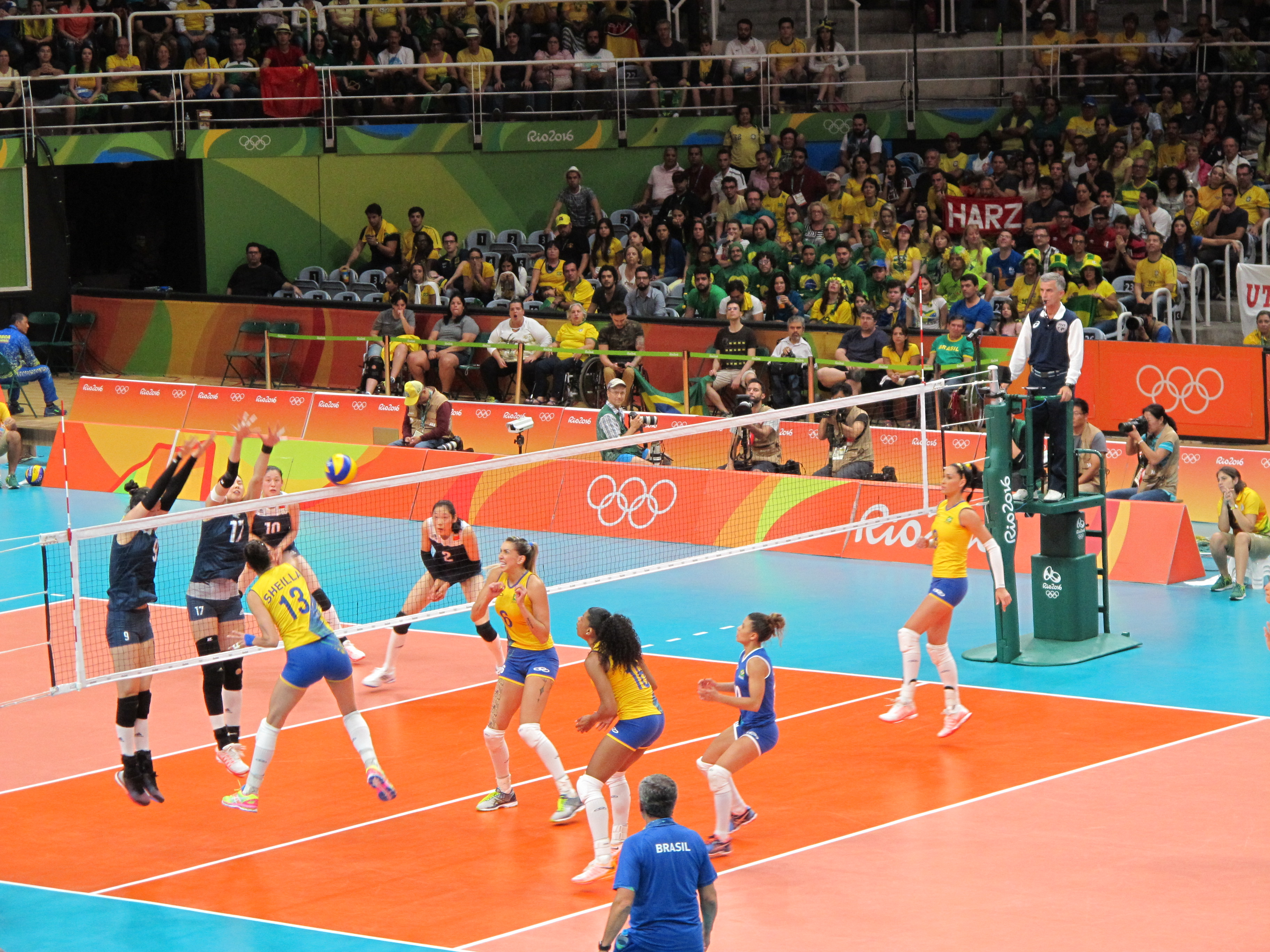
Thaísa (vestint la camisa 6) durant els Jocs Olímpics de Rio 2016

Durant el seu tercer cicle olímpic amb la selecció verda-groga, va guanyar tres medalles d'or en el Grand Prix Mundial (en 2013, rebent també els premis d'MVP i millor central, en 2014 i 2016), un or en la Copa Grand Champions i una de bronze en el campionat mundial de 2014. Va ser convocada per disputar els Jocs Olímpics de Rio de Janeiro 2016, però una lesió soferta setmanes abans del començament de la competició va limitar la seva actuació en el torneig, on la selecció local va acabar en la cinquena posició.
Després de la lesió patida a Turquia el 2017, va disputar el Campionat del Món de 2018, al Japó, on l'equip va finalitzar en una discreta 7a posició. També va ser convocada per jugar la primera edició de la Lliga de Nacions, on van ser quartes. L'abril de 2021 va anunciar la seva retirada de la selecció brasilera, per va retornar-hi el 2023 per disputar la Lliga de Nacions. Aquesta va ser la seva primera participació en l'equip nacional després de cinc anys. Tot seguit va unir-se a l'equip que participaria en el Campionat Sud-americà, on va sumar una nova medalla d'or al seu palmarès. El mes de setembre tornaria a trobar-se amb les companyes de la selecció en la disputa de la Copa del Món, on les brasileres van obtenir la medalla de plata i, de retruc, aconseguien una plaça pels Jocs de París. A França, Daher va obtenir la seva tercera medalla olímpica, després de vèncer Turquia en la lluita pel bronze. Poc després de la finalització del torneig olímpic, l'esportista carioca va anunciar que aquell va ser l'últim partit amb la selecció.

## Vida personal
És d'ascendència libanesa, per via materna. El maig de 2016 va contraure matrimoni amb el periodista Guilherme Pallesi, de qui es va divorciar un any i mig més tard.

## Palmarès

### Títols

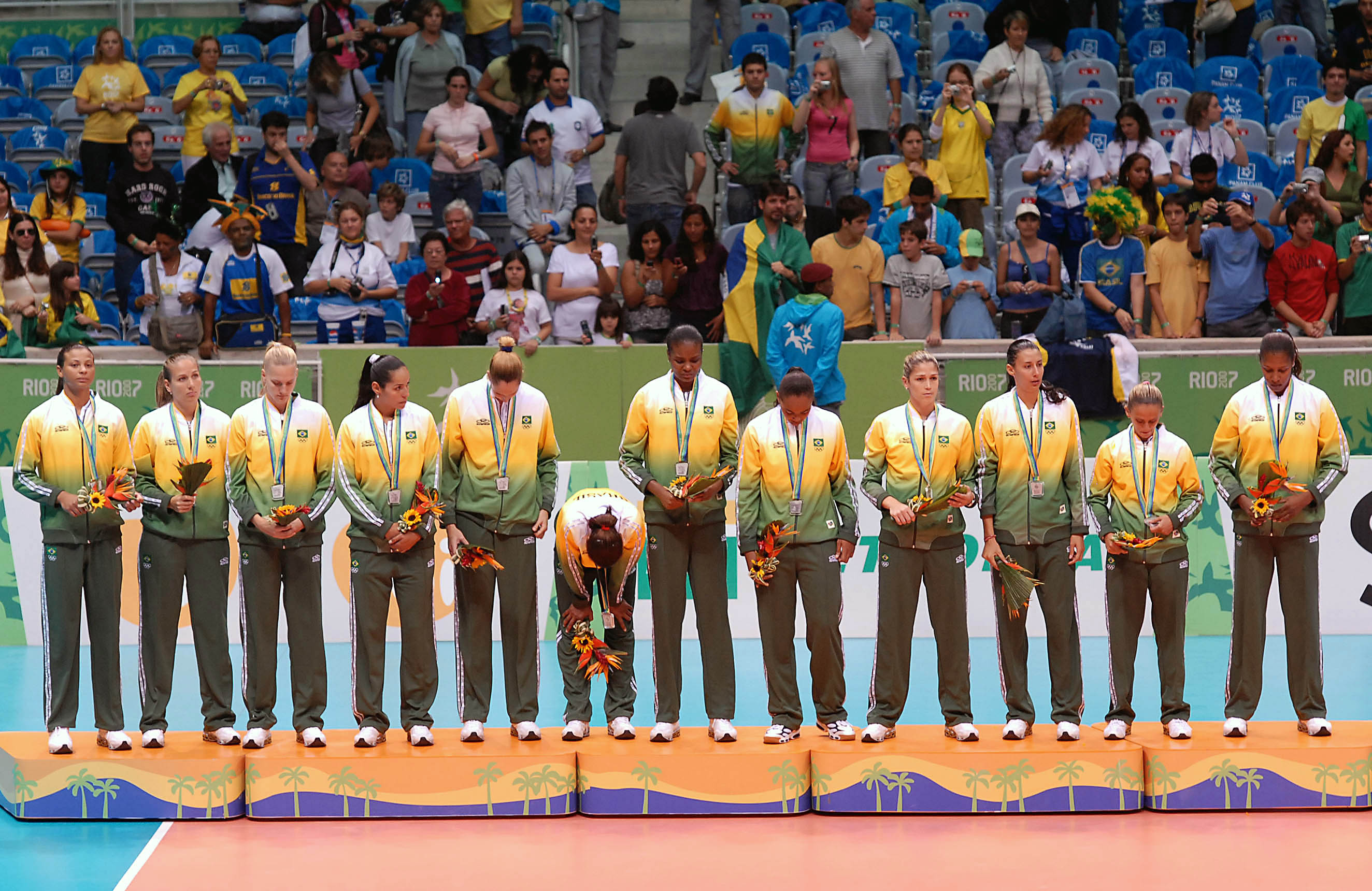
Amb la medalla de plata dels Jocs Panamericans de 2007

| Competició            | Club           | Temporada                 |
| --------------------- | -------------- | ------------------------- |
| Lliga brasilera       | Rio de Janeiro | 2005-06, 2006-07, 2007-08 |
| Lliga brasilera       | Osasco         | 2009-10, 2011-12          |
| Lliga brasilera       | Minas          | 2020-21, 2021-22          |
| Campionat Sud-americà | Osasco         | 2009, 2010, 2011, 2012    |
| Campionat Sud-americà | Minas          | 2020                      |
| Campionat del Món     | Osasco         | 2012                      |
| Campionat del Món     | Eczacıbaşı     | 2016                      |

| Competició            | Any                                |
| --------------------- | ---------------------------------- |
| Jocs Olímpics         | 2008, 2012                         |
| Copa Grand Champions  | 2013                               |
| Grand Prix Mundial    | 2006, 2008, 2009, 2013, 2014, 2016 |
| Jocs Panamericans     | 2011                               |
| Copa Panamericana     | 2009, 2011                         |
| Copa Final Four       | 2008                               |
| Campionat Sud-americà | 2007, 2009, 2011, 2023             |

### Premis individuals
| Competició                     | Categoria                        | Any                                                  |
| ------------------------------ | -------------------------------- | ---------------------------------------------------- |
| Campionat del Món              | Millor bloquejadora/central      | 2014                                                 |
| Grand Prix                     | Millor bloquejadora/central      | 2008, 2010, 2012, 2013, 2016                         |
| Grand Prix                     | Millor servidora                 | 2010                                                 |
| Grand Prix                     | Millor jugadora de la competició | 2013                                                 |
| Superlliga brasilera           | Millor bloquejadora/central      | 2006-07, 2008-09, 2013-14, 2020-21. 2021-22, 2022-23 |
| Superlliga brasilera           | Millor servidora                 | 2007-08                                              |
| Superlliga brasilera           | Millor jugadora de la competició | 2020-21                                              |
| Superlliga brasilera           | Millor jugadora (vot popular)    | 2020-21                                              |
| Copa del Món de Clubs          | Millor atacant                   | 2010                                                 |
| Campionat Sud-americà de Clubs | Millor bloquejadora/central      | 2024                                                 |
| Campionat Sud-americà de Clubs | Millor jugadora de la competició | 2020                                                 |